# Mare di Irminger

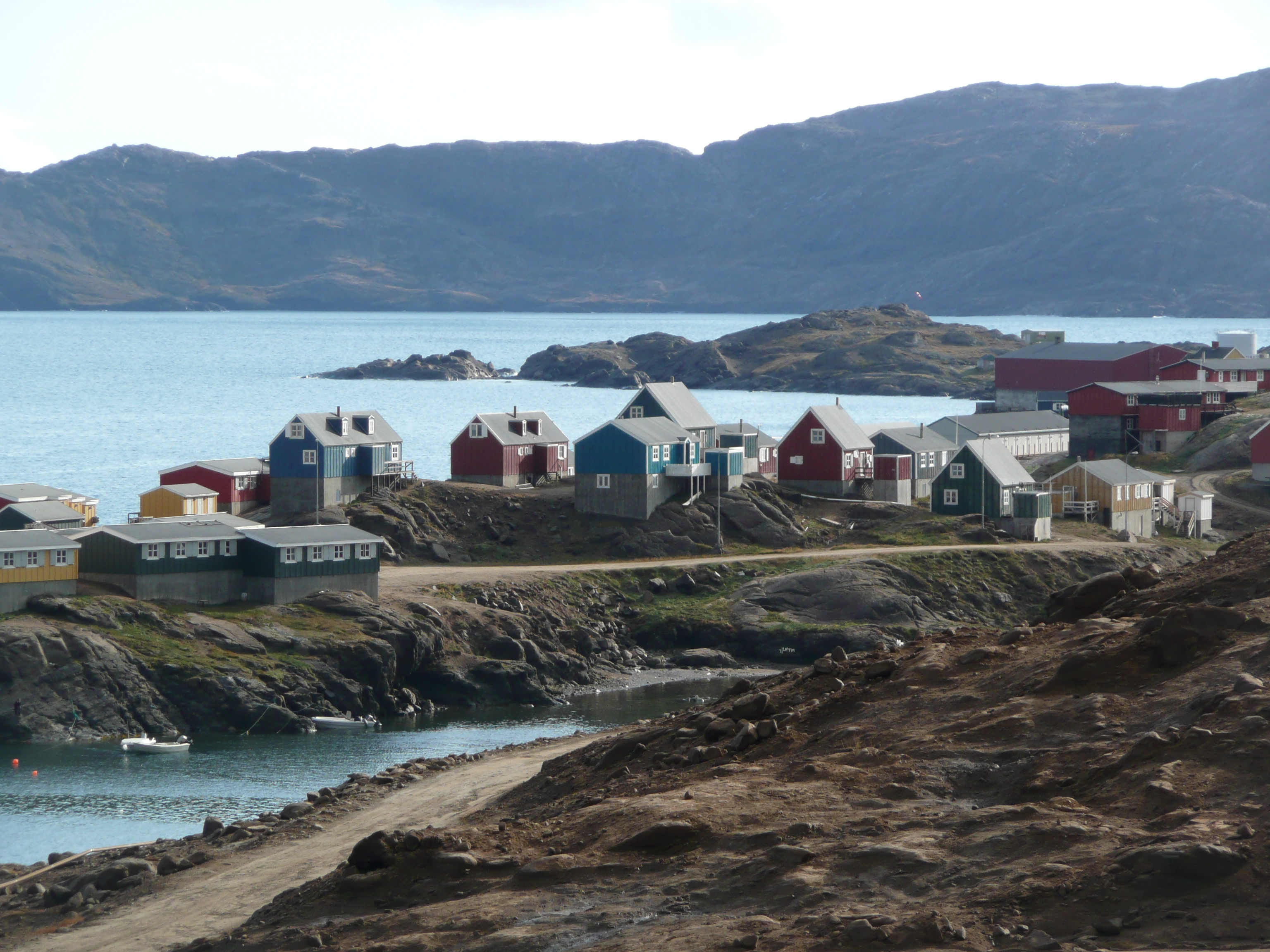
Il villaggio di Tasiilaq, sulla costa del Mare di Irminger

Il Mare di Irminger è un mare dell'Oceano Atlantico settentrionale. Ha una lunghezza di 480 km e una larghezza di 290 km nel suo punto più stretto.
Il Mare di Irminger è una delle migliori zone di pesca dello scorfano atlantico.

## Etimologia
È stato così denominato in onore del vice-ammiraglio e idrografo danese Carl Ludvig Christian Irminger (1802–1888), dal quale prende il nome anche la corrente di Irminger.

## Geografia
Il limite settentrionale del Mare di Irminger si trova alla fine dello stretto di Danimarca, tra l'Islanda e la Groenlandia, che mette in comunicazione con il Mare di Groenlandia. A sudovest arriva fino al Capo Farvel, la punta più meridionale della Groenlandia, e qui si connette al Mare del Labrador. A sud di questo punto si apre l'Oceano Atlantico settentrionale.
Il fondale marino del Mare di Irminger è in gran parte compreso nel bacino di Irminger, la continuazione nordorientale del bacino del Labrador  che ha una profondità massima di 4600 m; a est è delimitato dalla dorsale medio atlantica. Si tratta di delimitazioni di tipo oceanografico e non di confini ufficialmente riconosciuti.